# Franz Adam Betz
Franz Adam Betz (* 14. August 1774 in Worms; † 12. August 1850 in Wiesbaden) war Beamter des Hochstifts Speyer und nach dessen Auflösung 1803 im badischen Staatsdienst, wo er Amtsvorstand war, vergleichbar einem heutigen Landrat.

## Leben
Franz Adam Betz war der Sohn des Karl Joseph Betz († 21. Dezember 1804 in Bruchsal), Vizekanzler am Oberhofgerichts in Bruchsal, und der Elisabeth Maria geborene Hertling.
Betz wurde 1797 Hofmarschallamts-Syndikus und zweiter Beamter des Vizedomamts Bruchsal sowie Hofauditor und Polizeifiskal in Bruchsal bei der Verwaltung des Hochstifts Speyer. Ab 1803 in badischen Diensten, wurde er Regierungsrat, später Hofrat, beim Hofratskollegium der Pfalzgrafschaft in Mannheim und Deputatus beim Hofmarschallamt ebenda. Am 20. Januar 1810 wurde er Ministerialrat im Ministerium des Innern und ab dem 23. Dezember 1813 Oberamtmann beim Stadtamt Karlsruhe, wo er am 31. Oktober 1814 zum Obervogt ernannt wurde. Am 21. Januar 1817 wurde er zum Geheimen Rat 3. Klasse ernannt und am 3. März 1819 ins Ministerium des Innern versetzt, wo er ab dem 20. November 1819 beim Oberzensurkollegium arbeitete. Am 9. März 1824 beförderte ihn die großherzogliche Regierung zum Amtsvorstand, landesherrlichen Kommissar bei den Badeanstalten und Polizeidirektor beim Amt Baden.
Am 17. März 1834 wurde Franz Adam Betz in den Ruhestand versetzt und lebte seitdem zurückgezogen in Karlsruhe. Er verstarb am 12. August 1850 in Wiesbaden.

## Familie
1806 heiratete Franz Adam Betz in Karlsruhe Friederike Juliane Luise, geb. Bernhard (* 24. Mai 1785 in Karlsruhe), Tochter des großherzoglichen Hof-Kammerrats Johann Christoph Friedrich Immanuel Bernhard und der Louise Caroline Friederike, geb. Gerstlacher (1763–1809). 1832 heiratete er in zweiter Ehe in Baden-Baden Maria Amalia, geb. Maier (* 28. Mai 1808 in Baden-Baden; † 30. Dezember 1874 in Karlsruhe), Tochter des Mediziners Dr. Johann Alois Maier (* 24. Mai 1773; † 4. September 1844 jeweils in Baden-Baden) und der Marie Anna, geb. Rheinbold (* 1781 in Rastatt; † 10. Dezember 1811 in Baden-Baden). Mit der letzteren hatte er einen gemeinsamen Sohn Alois Karl Richard Betz (Taufdatum: 25. Februar 1834).
Richard Betz heiratete am 10. September 1853 Leopoldine, geb. Hardock (Taufdatum: 15. April 1832 in Steinach; † 29. Mai 1884 in Karlsruhe), Tochter des Johann Hardock und der Pauline, geb. Werk. Betz etablierte sich 1864 in Oberkirch als Wein- und Spirituosenhändler und ging, nachdem er am 26. Januar 1878 zahlungsunfähig war, am 1. März 1878 in Konkurs.

## Auszeichnungen
- 1816 Ritter des russischen St. Wladimir-Ordens 4. Klasse
- 1830 Kommandeurkreuz 2. Klasse des Zähringer Löwen-Ordens
- 1833 Kommandeurkreuz 1. Klasse des Zähringer Löwen-Ordens
- 1832 Kommandeur II. Klasse des Hausordens vom Goldenen Löwen